# Samir Éditeur
Samir Éditeur (anciennement Librairie Samir) est une maison d'édition libanaise qui publie des ouvrages jeunesse, scolaires, parascolaires et FLE en langues française, arabe et anglaise. Ses livres sont présents dans de nombreux pays à travers un réseau de distributeurs locaux.
Samir Éditeur diffuse les publications de Oxford University Press, Express Publishing, Helbling Languages et Black Cat-Cideb dans la plupart des pays arabes.

## Histoire
En 1947, Samir Abdo-Hanna ouvre la Librairie Samir à Gemmayzé, en plein cœur de Beyrouth et commercialise livres, papeterie et presse. 
En 1958, la librairie se lance dans l'édition et publie ses premiers livres de jeunesse et ses premières méthodes scolaires. 
Tout au long des années 60, la librairie développe un réseau de distributeurs à l’étranger et se fait connaître dans les pays arabes. La décennie suivante est marquée par l’ouverture de plusieurs succursales au Liban. 
En 1982, Samir Abdo-Hanna reçoit les Palmes académiques françaises pour service rendu à la culture et à la langue françaises. 
En 2003, la Librairie Samir est rebaptisée Samir Éditeur pour se consacrer exclusivement à l'édition. 
En 2007, Samir Éditeur ouvre une société au Maroc et diffuse largement ses ouvrages dans les librairies et dans les établissements scolaires du Royaume. 
En 2011, les manuels scolaires de Samir Éditeur sont utilisés pour la première fois dans les écoles publiques en France.
En 2022, Samir Éditeur remporte le BOP (prix du meilleur éditeur jeunesse de l’année) à la Foire du livre de jeunesse de Bologne.

## Scolaire

### Français
- 1965 : Dire et Lire
- 1970 : Le Français fonctionnel
- 1982 : Découvrir Comprendre Aimer
- 1992 : De l'oral à l'écrit
- 1992 : Comprendre et s'exprimer
- 1995 : Dima et Roméo
- 1998 : Au pays des Contimages
- 1998 : Clés pour le français
- 2004 : Sésame – Méthode complète d'apprentissage du français s'adressant en priorité aux élèves du Liban et du monde arabe, GS à 6e.
- 2006 : Palmito – Méthode MS et GS unique et originale basée sur la pédagogie du projet et une approche socioconstructiviste où l'enfant est au centre de l'apprentissage.
- 2010 : Aux 4 vents – Méthode de lecture et d'écriture GS, CP et CE1 (cycle 2), basée sur la pédagogie du projet et conforme au programme français de 2008.
- 2010 : Archilecture – Manuel unique de français (littérature, étude de la langue) CE2, CM1 et CM2 (cycle 3), organisé en chantiers d'écriture et conforme au programme français de 2008.
- 2010 : Le français en chantier – Manuel unique de français (littérature, étude de la langue) 6e, 5e, 4e et 3e (collège), organisé en chantiers d'écriture et conforme au programme français de 2008.
- 2015 : Tam-Tam – Une méthode par projets où l’enfant devient acteur de son apprentissage
- 2015 : Graine de mot – Collection de français CM1 qui s’inscrit dans une démarche où l’élève s’approprie la construction de ses apprentissages.
- 2016 : Mosaïque – Collection de français EB7, EB8 et EB9 qui s’inscrit dans une démarche où l’élève s’approprie la construction de ses apprentissages.
- 2016 : Le nouveau Sésame – Méthode de lecture qui tient compte des difficultés engendrées par l’interaction des phonétiques arabe et française, GS, EB1, EB2.

### FLE (français langue étrangère)
- 2008 : La récré – Méthode de FLE sur trois niveaux, de 5 à 9 ans, offrant une approche multi-sensorielle.
- 2010 : France-Trotteurs – Méthode de FLE sur quatre niveaux, de 8 à 13 ans, qui s'inscrit dans une perspective actionnelle.
- 2015 : Flèche – Grands classiques en français facile avec exercices et enregistrements sur CD audio.
- 2015 : Casquette – Méthode de FLE sur 3 niveaux qui s’inscrit dans une perspective actionnelle et qui met en scène le monde des adolescents et leur devenir professionnel.
- 2016 : Coquelicot – Des histoires inédites pleines d’imagination destinées à de jeunes apprenants en FLE, avec exercices et enregistrements audio
- 2018 : Tournicoti – Méthode de FLE sur 2 niveaux destinée aux enfants de 3 à 6 ans et offrant une pédagogie active et motivante adaptée au rythme des enfants.
- 2021 : Boussole – Des récits non fictionnels en français facile. Boussole embarque le lecteur dans un tour du monde de thèmes originaux où la culture, les sciences, le sport et la nature sont au rendez-vous.
- 2023 : Coucou – Méthode de FLE sur quatre niveaux, de 5 à 10 ans, proposant des bandes dessinées et une progression douce.
- 2023 : Coloc – Méthode de FLE pour jeunes adultes mêlant approche communicative, perspective actionnelle et colocation.

### Lecture dirigée
- 2014 : Cont’act – Des contes traditionnels dans une langue moderne, suivis d’activités et d’ouvertures culturelles.
- 2014 : Indices – Des nouvelles policières inédites suivies d’activités et d’ouvertures culturelles.
- 2017 : Vive – Simples, répétitifs et abondamment illustrés, ces albums permettent aux enfants de devenir de vrais lecteurs, en ne leur donnant à lire que des mots déchiffrables.

### Mathématiques
- 2004 : Matou Math – Exploite les atouts de la B.D. pour faciliter l'apprentissage mathématique (versions française et anglaise).
- 2005 : La classe de math – Couvre tout le programme libanais dans une approche ludique à travers des histoires motivantes (versions française et anglaise).
- 2010 : Chronomath – Compléte un enseignement mathématique qui se fait déjà en arabe (versions française et anglaise).
- 2012 : Photomaths – Offre une ouverture sur le monde à travers des photographies qui démontrent que les mathématiques sont omniprésentes dans la vie de tous les jours (versions française et anglaise).
- 2019 : Podium – Méthode de mathématiques attractive, réflexive, explicite, spiralaire et progressive correspondant aux nouveaux programmes (BO 26 juillet 2018).

### Sciences
- 2015 : Aquarium – Collection de sciences qui initie l'élève à la démarche scientifique et qui apporte des réponses claires sur le monde qui l’entoure (versions française et anglaise)

### Arabe
- 2015 : Tarbouche – Une méthode par projets où l’enfant devient acteur de son apprentissage
- 2017 : Bissat Arrih – Méthode de lecture, organisée par projets, où l'enfant est invité à réfléchir afin de développer ses connaissances.

### Arabe langue étrangère
- 2021 : Fanous – Méthode d’arabe, dynamique et originale, destinée aux apprenants qui évoluent dans un environnement non arabophone, basée sur des tâches et axée sur les centres d’intérêt des enfants de 5 à 9 ans.

## Jeunesse

### Albums
- Basile et Myrtille – Si tu aimes les lionceaux et les belles aventures, Basile et Myrtille deviendront très vite tes meilleurs amis (versions française et arabe)
- Aux 4 vents – Chaque histoire propose un couple inédit auteur et illustrateur pour un résultat original (versions française et arabe)
- Albums divers – Le grand méchant Graou, Raconte encore grand-mère !, Princesse… comme je veux !, Comment j'ai appris à écrire, Le gros câlin arc-en-ciel, Petits secrets de la nature... (versions française et arabe)

### Documentaires
- Peaux, poils et pattes – Série qui fait découvrir au lecteur la vie quotidienne d’un animal, de sa naissance à l’âge adulte (versions française et arabe)
- Nouvelles antiques – Grâce aux charmes de la fiction, préparez-vous à redécouvrir les grandes civilisations de l’Antiquité (version française)
- Ceux qui ont dit non – Depuis toujours, il y a dans le monde des hommes et des femmes qui ont su dire NON à ce qui leur paraissait inacceptable… (version arabe)

### Récits
- Farfelu – Des historiettes drôles, où l'illustration joue un grand rôle, parfaites pour de premières lectures (versions française et arabe)
- Poche Junior – Collection de romans qui met en scène des pré-adolescents (version française)
- Récits divers – Géha et compagnie, Le trèfle et les 4 royaumes... (versions française et arabe)
- Les Mille et Une Nuits – Les trois contes les plus célèbres des Mille et Une Nuits, fidèles à la plume d’Antoine Galland (version française)